# Atole
Atole é uma bebida quente, tradicionalmente feita com milho nixtamalizado, originária da culinária do México da era pré-colombiana, mas popular em vários países da América Central. Existem muitas versões desta preparação, usando milho branco, amarelo ou azul, maizena e até farinha de arroz, de tal forma que, na cidade de Tarecuato, Michoacán, se faz a Feira do Atole, no dia 19 de março, onde se servem mais de 40 variedades e é coroada a “Rainha do Atole”.

O atole é preparado fervendo a farinha em água até obter uma bebida espessa e homogénea, que pode depois ser misturada com vários ingredientes. Normalmente é adoçada com açúcar ou mel, mas pode também levar leite, “aguamiel” (a seiva doce de alguns Agaves), chocolate, frutas, nozes, baunilha ou canela; alternativamente, pode ser temperada com sal, malaguetas, feijão, ou casca de árvore (principalmente “mesquite”) cozida. O atole de chocolate é um dos mais populares e tem o nome de “champurrado”; no México, encontra-se industrializado. Outra forma de servir o atole é batido até ficar em espuma.
Alguns tipos de atole com nomes indígenas são:
- "Quauhnexatolli" ou “atole de árvore” (a tradução é “atole de cinza”
- "Xocoatolli" ou “atole amargo”, feito com farinha de milho negro e fermentado antes de servir; normalmente temperado com sal e malagueta, popular no estado de Tabasco;
- "Ayocomollatolli" ou “chillatolli” (nome mais genérico para atole com malagueta) com feijão cozido e “epazote” (uma amarantácea conhecida no Brasil como “erva-de-santa-maria”, cientificamente Dysphania ambrosioides);
- "Chinatolli", com sálvia moída (também pode levar malagueta);
- "Nequatolli" ou “atol con miel”, aromatizado com hidromel (uma bebida alcoólica à base de mel);
- "Ollontolli" ou “atole de olotes”, com grãos de milho torrados até ficarem quase negros e seguidamente moídos; por vezes temperado com malagueta amarela do tipo “chilhuacle”.